# Чанад, Арад и Торонталь
Временно административно объединённый комитат Чанад, Арад и Торонталь (венг. Csanád, Arad és Torontál közigazgatásilag egyelőre egyesített vármegye), Чанад-Арад-Торонталь — одна из административных единиц Королевства Венгрия и Венгерской Народной Республики.
Административный центр — город Мако.

## История
Административная единица была образована в 1923 году согласно закону XXXV 1923 года из частей комитатов Чанад, Арад и Торонталь, большая часть которых после Трианонского договора 1920 года отошла к Королевству сербов, хорватов и словенцев и Румынии.
Название комитата было изменено на Чанад в 1945 году, а в 1946 году город Элек был передан в комитат Бекеш. Комитат был упразднён в результате административной реформы 1950 года; территория разделена между уездами Бекеш и Чонград.

## Административное деление
Комитат первоначально делился на 6 районов:
1. район Баттонья (административный центр — Баттонья)
2. район Элек (Элек) (на терр. бывшего комитата Арад, упразднён в 1946 году)
3. район Кёзпонти (Центральный) (Мако)
4. район Мезёковачхаза (Мезёковачхаза)
5. район Надьлак (Чанадпалота) (в 1932 году присоединён к центральному району)
6. район Торонталь (Кишзомбор) (на терр. бывшего комитата Торонталь)

### Комментарии
1. ↑  На других языках: словац. Čanad-Arad-Torontal, рум. Cenad-Arad-Torontal, сербохорв. Чанад-Арад-Торонтал, Čanad-Arad-Torontal, нем. Tschanad-Arad-Torontal.